# Sathon oreo
Sathon oreo es una especie de avispa del género Sathon, familia Braconidae. Fue descrita por Fagan-Jeffries & Austin en 2019, gracias a Bush Blitz.
Erinn Fagan-Jeffries mencionó que nombró a Sathon oreo así «porque las antenas son de color marrón oscuro con una franja blanca gruesa en el medio... como una galleta de chocolate Oreo».